# Heinrich Leonhard von Arnim-Heinrichsdorf
Heinrich Leonhard von Arnim-Heinrichsdorf (* 29. September 1801 in Heinrichsdorf bei Tempelburg, Pommern; † 18. November 1875 in Köslin) war Rittergutsbesitzer und Mitglied des Deutschen Reichstags.

## Leben
Arnim besuchte als Zögling 862 ab 1817 die Ritterakademie (Brandenburg an der Havel) und dann das königliche Pädagogium der Franckeschen Stiftungen. Er studierte Rechtswissenschaft an der Friedrichs-Universität Halle und der Albertus-Universität Königsberg. In der Folge war er Gerichtsreferendar beim Oberlandesgericht Köslin und beim Oberlandesgericht Königsberg. Aus dem Dienst ausgeschieden, wohnte er seit 1834 in Heinrichsdorf im Kreis Neustettin. Er besaß das Rittergut Wilmersdorf bei Angermünde in der Uckermark. Von seinem älteren Bruder Heinrich Friedrich von Arnim-Heinrichsdorff-Werbelow erbte er 1859 das Gut Werbelow.
Ab 1842 war er Abgeordneter seines Kreises im Provinziallandtag der Provinz Pommern und gehörte 1847 dem Vereinigten Landtag an. Er war ab 1850 mit einer kurzen Unterbrechung Mitglied des Preußischen Abgeordnetenhauses, von 1867 bis 1874 für den Wahlkreis Köslin 5 (Neustettin–Belgard). Er war von 1867 bis 1871 Mitglied des konstituierenden und des ordentlichen Norddeutschen Reichstags für den Wahlkreis Köslin 4 (Belgard–Dramburg–Schivelbein) und von 1874 bis zu seinem Tode 1875 vertrat er den Wahlkreis Köslin 5 (Neustettin) im Deutschen Reichstag für die Konservative Partei.
Heinrich von Arnim war seit 1822 Mitglied der Corps Saxo-Borussia Heidelberg.